# Graptopetalum glassii
Graptopetalum glassii là một loài thực vật có hoa trong họ Crassulaceae. Loài này được Acev.-Rosas & Cházaro mô tả khoa học đầu tiên năm 2003.